# Noemí Oliveto
Noemí Flavia Oliveto es una licenciada en psicología política argentina.  Fue diputada de la Legislatura de la Ciudad de Buenos Aires entre 2003 y 2007.

## Biografía
Comenzó a militar políticamente en el año 1973, en el Partido Socialista de los Trabajadores (PST), de orientación trotskista, luchando por el boleto estudiantil. Durante el gobierno de María Estela Martínez de Perón, estuvo detenida durante tres meses, en el año 1975. Continuó con su militancia, y su novio, Gustavo Stati, resultó desaparecido durante la dictadura militar instalada en 1976. Militó, además, en el Movimiento al Socialismo hasta 1990, partido de orientación también trotskista.
Resultó elegida diputada de la Legislatura de la Ciudad de Buenos Aires en 2003, como miembro de Autodeterminación y Libertad, partido del cual es una de las fundadoras. Militante por los derechos humanos y de la mujer, fue elegida presidente de la Comisión de Derechos Humanos de la Legislatura; cargo que desempeñó hasta la finalización de su mandato el 10 de diciembre de 2007.
Además, fue la directora del Movimiento Solidario por los Derechos de las Mujeres "Marie Langer".